# Himalayaphis anemones
Himalayaphis anemones är en insektsart. Himalayaphis anemones ingår i släktet Himalayaphis och familjen långrörsbladlöss. Inga underarter finns listade i Catalogue of Life.